# Saint-Denis-des-Coudrais
Saint-Denis-des-Coudrais è un comune francese di 120 abitanti situato nel dipartimento della Sarthe nella regione dei Paesi della Loira.

## Società

### Evoluzione demografica
Abitanti censiti